# (795) Fini
(795) Fini es un asteroide perteneciente al cinturón de asteroides descubierto el 26 de septiembre de 1914 por Johann Palisa desde el observatorio de Viena, Austria.
Se desconoce la razón del nombre.